# Tulach an tSionnaich

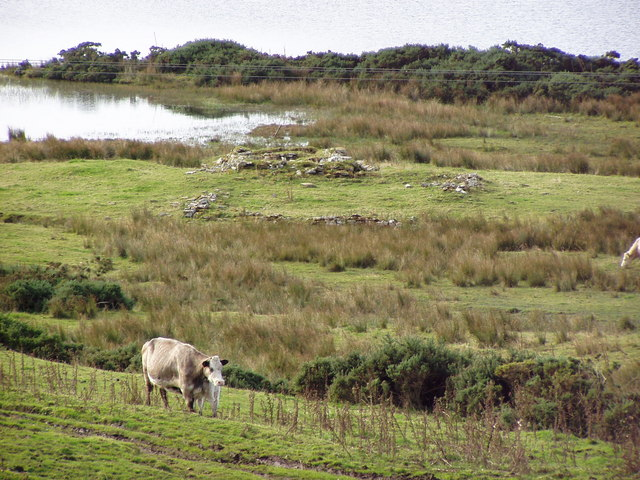
Der Cairn im mittleren Hintergrund

Tulach an tSionnaich (deutsch „Hügel des Fuchses“) ist ein periodisch erweiterter Steinhügel am Nordende des Loch Calder (See) in Caithness in Schottland. Er wurde 1961 und 1963 im Vorfeld der Anhebung des Niveaus des Sees ausgegraben. Vor der Ausgrabung war ein etwa 60 m langer, zwölf Meter breiter Steinhaufen mit kaum erkennbaren Strukturen vorhanden. Der Nordwest-Südost orientierte Cairn hatte im Südosten das mit 1,8 m höhere und auch etwas breitere Ende. Ein später angelegter Graben durchschnitt 15 m vom Südostende den Cairn.
Die Ausgrabung durch John X. W. P. Corcoran ergab, dass das Denkmal zunächst ein quadratisches Passage Tomb in einem Rundcairn von 10,5 m Durchmesser war. Sein 2,1 m langer, schräg angesetzter Gang zeigte nach Süden. Das äußere Gangende war von der Randsteinmauer, die den Cairn umgab, verschlossen. Das innere Gangende triff auf die Seite der Kammer, die leicht trpezoid (hinten schmaler) ist.  
Nach einer möglicherweise kurzen Existenz des ersten Cairns, der bereits auf einer D- oder absatzförmigen Plattform gestanden haben kann, wurde er von einem Heel-shaped Cairn überbaut, der als ältester auf dem schottischen Festland identifiziert wurde. Seine geringe Größe stellt ihn innerhalb der Denkmalsklasse in eine frühe Abfolge. Die neue, über dem Eingang zum Passage Tomb erbaute Fassade war nicht unterbrochen. Störungen verhinderten jedoch die vollständige Wiederherstellung des Grundplans. Die Anlage scheint etwa 15 m breit und etwa ebenso lang gewesen zu sein. Das Nordende liegt im Bereich des Grabens, wo Überreste von Trockenmauerwerk identifiziert wurden. 
Nach einiger Zeit wurde die gesamte Struktur von einem Longcairn überbaut, der von einer niedrigen Außenmauer umgeben war und dessen Südende über die alte Fassade hinausging. Dieser Longcairn war etwa 38 m lang und verjüngte sich von seiner 10,2 m breiten Pseudo-Fassade leicht zum 7,8 m breiten schwach konvexen Nordende. Er lag etwas östlich der Achse des Heel-shaped Cairns, vermutlich um einen natürlichen Grat besser zu nutzen, und die Höhe, die außer am Südende nicht mehr als 0,9 m ausmachte, zu vergrößern. Selektive Einschnitte in den Cairn ergaben kistenförmige Einbauten (wie beim Stalled Cairn am Point of Cott und beim Cairn von Vestrafiold), die Bestandteil der Cairnstruktur waren. 
Nur wenige Funde wurden gemacht, aber die Keramik deutet an, dass der Heel-shaped Cairn während der Phase der schmucklosen neolithischen Keramik in Nutzung war. Er ging beim Eintreffen der Becherkulturen aus der Nutzung, und der Longcairn war bereits errichtet, bevor eine Urne außerhalb der Einfassung deponiert wurde. 
Die Südwestseite, einschließlich der Kammer von Tulach an tSionnaich, wurde vom angestiegenen Pegel des Loch Calder erodiert, aber der Hauptteil des Cairns blieb erhalten und ist mit Rasen bedeckt.